# Große Synagoge (Łódź)

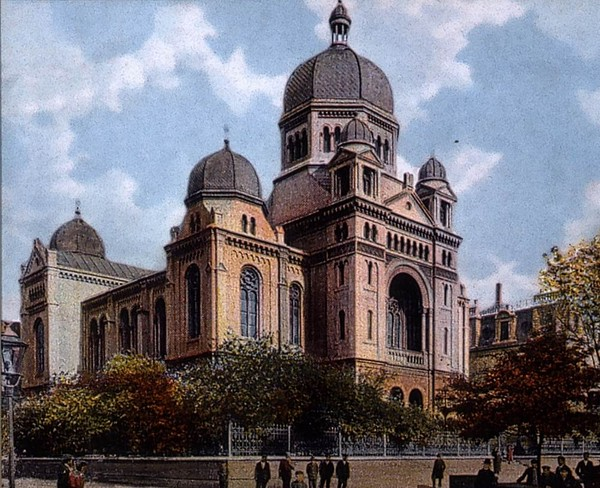
Die Große Synagoge in Łódź

Die Große Synagoge, auch bekannt als Deutscher Tempel war ein freistehender Sakralbau der reformorientierten Łódźer jüdischen Gemeinde an der Straßenecke Kościuszki / Zielona 9. Die Synagoge war höher als die umgebende städtische Bebauung, ein Effekt, der noch verstärkt wurde, weil sie auf einem Sockel errichtet wurde. Nach der Zerstörung 1939 wurde das Grundstück nicht wieder überbaut, sondern dient als Parkplatz und Wochenmarkt.
Der Bau wurde in den Jahren 1881 bis 1887 aufgeführt. Der Stuttgarter Architekt Adolf Wolff, dessen letztes Werk sie war, hatte mehrere Sakralbauten geplant; hier orientierte er sich an einer Synagoge, die er zuvor für die jüdische Gemeinde von Karlsbad entworfen hatte. Als deutscher Architekt konnte er in Polen nur in der Weise arbeiten, dass der städtische Architekt Hilary Majewski seine Pläne abzeichnete, bevor diese den Behörden vorgelegt wurden. Noch während der Bauarbeiten starb Wolff.
Das Bauwerk war gewissermaßen ein privates Projekt des Industriellen Izrael Poznański. Der Architekt Majewski hatte in den Gründerjahren eine Reihe von Bauprojekten in Łódź entworfen, darunter auch Industriellenvillen. Direkt neben der Synagoge erbaute er für Poznańskis Tochter und seinen Schwiegersohn Jakob Hertz (1892) eine Villa, deren Erdgeschoss im Stil einer venetianischen Villa gehalten war, während das Obergeschoss an ein französisches Palais erinnerte, die Giebel- und Dachform dagegen an den seinerzeit modernen Berliner Neobarock. Bei der neuen Synagoge war dem Baukomitee offenbar wichtig, dass dies eine rein europäische Sakralarchitektur war, ein deutlicher Bruch mit dem als orientalisch wahrgenommenen orthodoxen Judentum. Das eklektische Bauwerk kombinierte Elemente der italienischen Renaissance mit romanischen und byzantinischen Formen.
Ein weiteres Mitglied des Baukomitees war Markus Silberstein. Anlässlich der Einweihung am 15. September 1887 stiftete er den Vorhang vor dem Toraschrein (Parochet), der aus Goldsamt bestand. Unter den nichtjüdischen Gästen dieses Gottesdienstes war der Stadtgouverneur, dem die Schlüssel überreicht wurden, worauf er die Synagogentür persönlich öffnete. Die Predigt in diesem Festgottesdienst hielt Hermann Krüger in polnischer Sprache über das Bibelwort: „Mein Haus wird ein Bethaus heißen für alle Völker“, Jes 56,7 . Am Ende des Gottesdienstes sang der Synagogenchor die Nationalhymne des Russischen Kaiserreichs, begleitet von einem Orchester. Es folgte ein Festessen mit vielen Vertretern der christlichen Wirtschaftselite, darunter Karl Scheibler, der sich mit 15.000 Rubeln am Synagogenbau beteiligt hatte (Gesamtkosten: 225.00 Rubel). Auch die Chefredakteure zweier Warschauer Zeitungen, Izraelita und HaTsefira, waren anwesend; dagegen blieb der Łódźer Stadtrabbiner Elijahu Chaim Meisel der Feier fern.
In der Nacht vom 10. auf den 11. November 1939 wurde die Große Synagoge von Deutschen niedergebrannt und die Ruine im Frühjahr 1940 abgerissen.

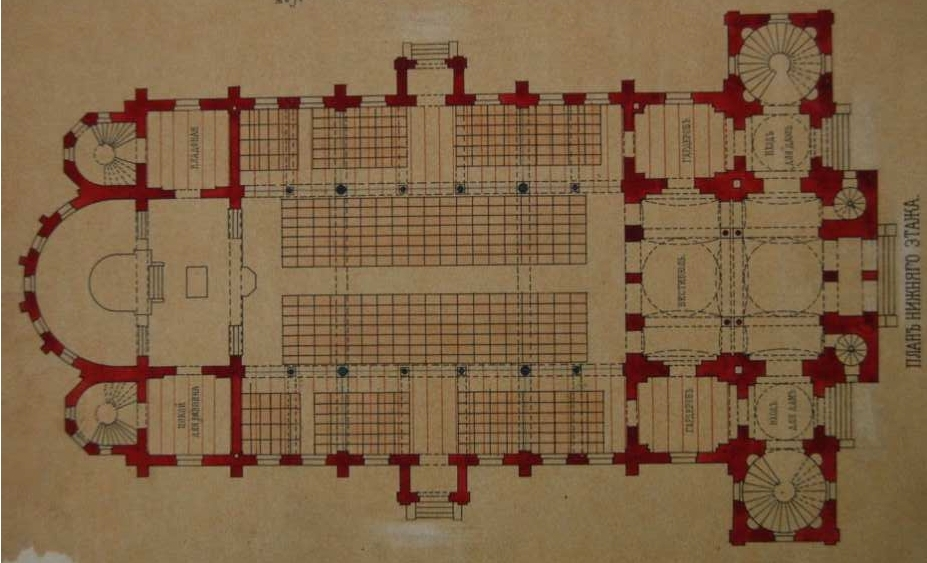
Grundriss
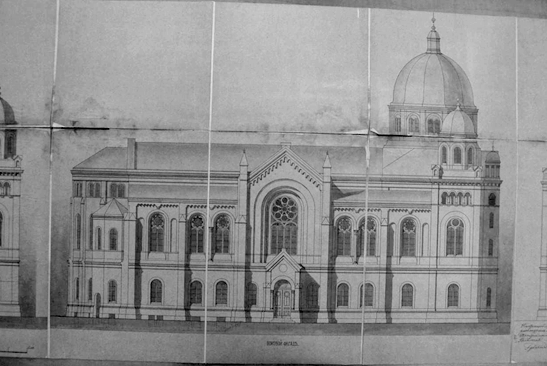
Seitenansicht
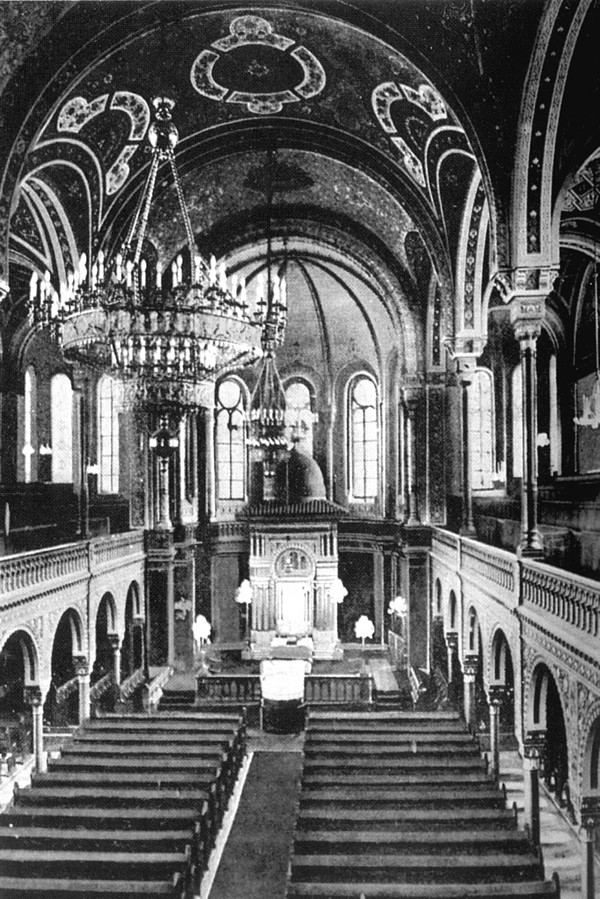
Blick auf den Toraschrein, die Bima und dem Ner Tamid
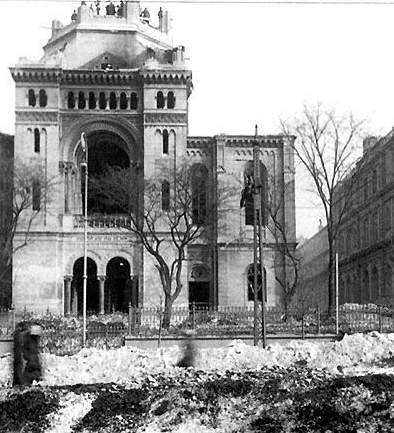
Ruine nach Brandstiftung 1939
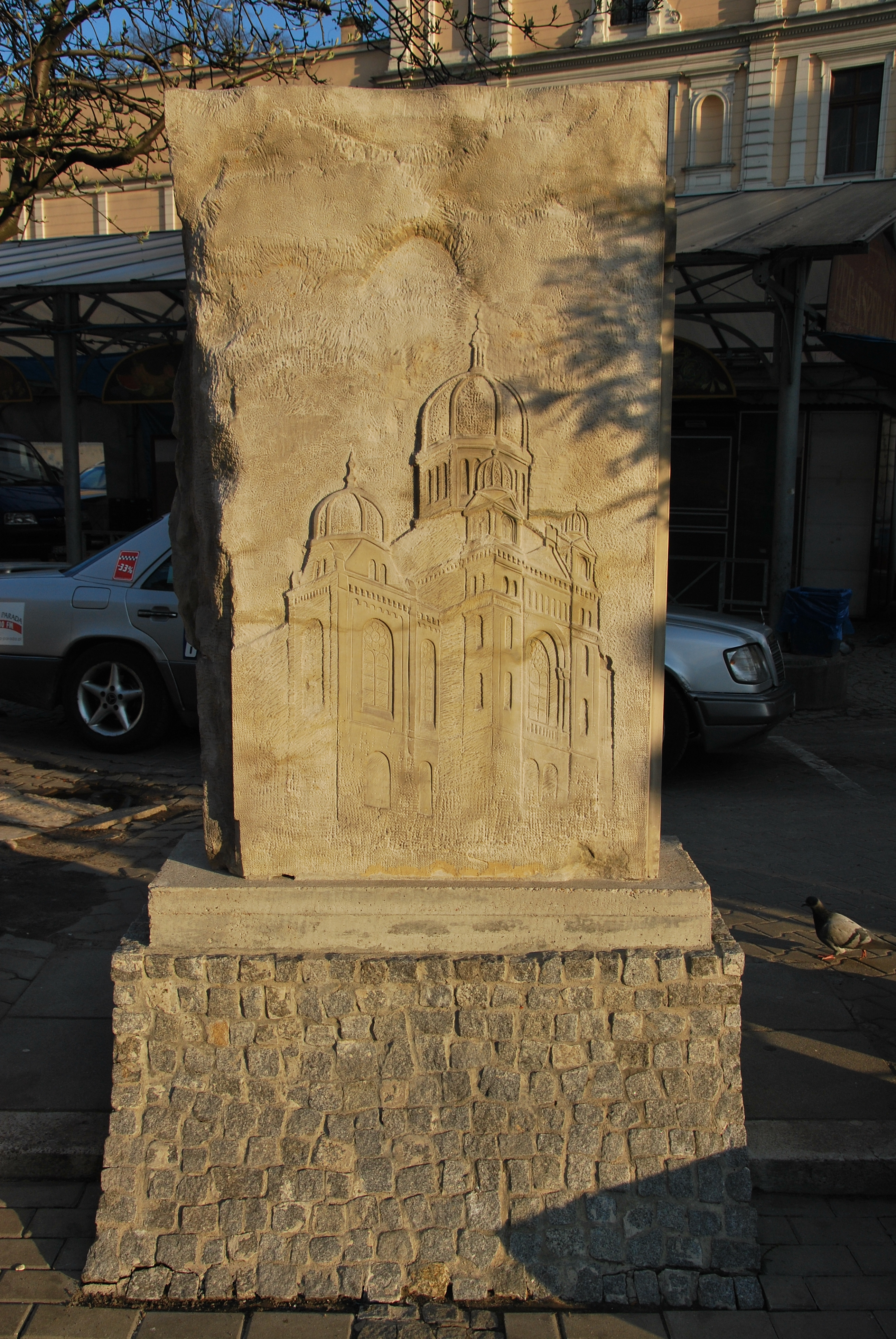
Gedenkstein (2012)